# Сирбень (комуна)
Сирбень, Сирбені (рум. Sârbeni) — комуна у повіті Телеорман в Румунії. До складу комуни входять такі села (дані про населення за 2002 рік):
- Сирбень (839 осіб)
- Сирбеній-де-Жос (334 особи) — адміністративний центр комуни
- Удень (616 осіб)

Комуна розташована на відстані 54 км на захід від Бухареста, 55 км на північ від Александрії, 127 км на схід від Крайови, 133 км на південь від Брашова.

## Населення
За даними перепису населення 2002 року у комуні проживали 1789 осіб.
Національний склад населення комуни:
| Національність | Кількість осіб | Відсоток |
| -------------- | -------------- | -------- |
| румуни         | 1788           | 99,9%    |
| німці          | 1              | 0,1%     |

Рідною мовою назвали:
| Мова      | Кількість осіб | Відсоток |
| --------- | -------------- | -------- |
| румунська | 1787           | 99,9%    |
| німецька  | 1              | 0,1%     |
| російська | 1              | 0,1%     |

Склад населення комуни за віросповіданням:
| Релігія     | Кількість осіб | Відсоток |
| ----------- | -------------- | -------- |
| православні | 1774           | 99,2%    |
| лютерани    | 15             | 0,8%     |